# The Poodles
The Poodles — шведская глэм-метал/хард-рок группа. Наиболее всего группа известна своими хитами «Metal Will Stand Tall» and «Night of Passion», последний из которых был сыгран на шведском музыкальном конкурсе Melodifestivalen в 2006 году.
Группа была сформирована вокалистом Jakob Samuel (также известный как Jake Samuels), который в начале 1990-х годов был ударником шведской хард-рок группы Talisman, басистом Pontus Egberg, гитаристом Pontus Norgren (также Talisman) и ударником Christian Lundqvist.
The Poodles выступали на Melodifestivalen и в 2008 году с автором-исполнителем песен E-Type.

## История
The Poodles сформировались осенью 2005 года. Спустя шесть месяцев команда уже участвовала в шведском этапе отбора на музыкальный конкурс Евровидение, который привёл команду к большому прорыву в их родной стране. Дебютный альбом «Metal Will Stand Tall» был выпущен на прилавки Швеции в мае 2006 года. Он поднялся на вершину в шведских чартах и первый сингл «Night of Passion» приобрел статус золотого через три недели после выпуска, а впоследствии и вовсе став платиновым.
В 2006 году группа дала более 100 концертов в Швеции и в январе 2007 года диск «Metal Will Stand Tall» был выпущен в Европе на AFM Records. The Poodles гастролировали по всей Европе в поддержку альбома вместе с Hammerfall и Krokus, отыграв по 31 концерту в 18 странах всего за 35 дней.
Второй альбом группы «Sweet Trade» был выпущен в сентябре 2007 года. Сингл «Streets of Fire» является на сегодняшний день самым продаваемым синглом команды, достигнув дважды платинового статуса. Вскоре после релиза второго альбома, группа пустилась в следующий тур по Европе совместно со швейцарскими рокерами Gotthard, выступив на нескольких довольно крупных мероприятиях, что было великолепным стартом для начинающей рок-группы, созданной всего два с половиной года назад
22 апреля 2008 года гитарист The Poodles Pontus Norgren покинул команду. Группа пояснила прессе его уход: «К сожалению мы должны сообщить вам, что Pontus Norgren решил покинуть The Poodles. Мы хотим поблагодарить Pontus за все время, проведенное вместе и желаем ему дальнейших творческих успехов». Сам Norgren сказал следующее: «Мне очень нравится Hammerfall. У них удивительные шоу, отличные песни. Поэтому когда я узнал, что они ищут нового гитариста, я сразу подумал что это мой шанс. Опыт, накопленный за время игры в The Poodles, был замечательным во многих отношениях, но я всегда любил музыку потяжелее и иногда чувствовал, что это не тот жанр, в котором я себя вижу. Настало время двигаться дальше!»
Третий альбом The Poodles был создан с помощью известного звукозаписывающего продюсера Mike Fraser, работавшего с такими группами как Aerosmith, AC/DC, Led Zeppelin, Whitesnake и получил название «Clash of the Elements».
«Clash of the Elements» был выпущен 20 августа 2009 года в Швеции и 28 августа по всей европейской территории. Альбом был выпущен в сотрудничестве с Universal Music Group и ознаменовал новую эпоху в жизни группы.
В августе 2010 года The Poodles сформировали партнерство с прогрессивным лейблом Frontiers Records в рамках подготовки к выходу в свет концертного альбома и соответствующего концертного DVD, а также предстоящего нового студийного альбома. Live-DVD «In The Flesh» и концертный альбом «No Quarter» были выпущены 8 ноября 2010 года на всех территориях, тогда как в это же время началась работа над новым, четвёртым альбомом группы.
«Performocracy» был издан на лейбле Frontiers Records 15 апреля 2011 года на всех территориях. Альбом попал на первое место в шведские чарты, и группа пустилась в большое турне в поддержку пластинки по своей родной стране.
Пятый альбом The Poodles, названный «Tour De Force», вышел в свет в 2013 году 17 мая в Европе и 22 в Северной Америке.
Devil in the Details, шестой по счету альбом группы, вышедший при сотрудничестве со шведским лейблом Gain Music, увидел свет 24 марта 2015 года.
20 декабря 2018 года на официальном сайте было объявлено о роспуске группы. Согласно заявлению, музыканты прекращают деятельность The Poodles, оставаясь в хороших отношениях, а причиной роспуска являются другие музыкальные проекты участников, а также то, что The Poodles себя исчерпали, как коллектив.

## Участники

### Последний состав
- Jakob Samuel — вокал (2005—2018)
- Christian Lundqvist — ударные (2005—2018)
- Henrik Bergqvist — гитара (2008—2018)
- Germain Leth — бас-гитара (2017—2018)

### Бывшие участники
- Pontus Norgren — гитара (2005—2008)
- Pontus Egberg — бас-гитара (2005—2014)
- Johan Flodqvist — бас-гитара (2015—2016)

## Дискография

### Альбомы
Студийные альбомы
| Название              | Позиции в чартах(Швеция) | Детали                                         |
| --------------------- | ------------------------ | ---------------------------------------------- |
| Metal Will Stand Tall | 4                        | - Выпущен: 2006 - Лейбл: AFM Records           |
| Sweet Trade           | 8                        | - Выпущен: 2007 - Лейбл: AFM Records           |
| Clash of the Elements | 5                        | - Выпущен: 2009 - Лейбл: Universal Music Group |
| Performocracy         | 1                        | - Выпущен: 2011 - Лейбл: Frontiers Records     |
| Tour De Force         | 5                        | - Выпущен: 2013 - Лейбл: Frontiers Records     |
| Devil in the Details  | 27                       | - Выпущен: 2015 - Лейбл: Gain Music            |
| Prisma                | -                        | - Выпущен: 2018 - Лейбл: Gain Music            |

Концертные альбомы
| Название   | Позиции в чартах(Швеция) | Детали                                     |
| ---------- | ------------------------ | ------------------------------------------ |
| No Quarter | 50                       | - Выпущен: 2010 - Лейбл: Frontiers Records |